# الوزاء (الجوف)
الوزاء هي إحدى قرى الجمهورية اليمنية. تتبع جغرافيا لمحافظة الجوف و إداريًا لمديرية خراب المراشي. يبلغ تعداد سكانها 4271 نسمة حسب الإحصاء الذي أجري عام 2004.